# Тиманцево (Вологодская область)
Тиманцево — упразднённая деревня в Великоустюгском районе Вологодской области России.

## География
Урочище находится в северо-восточной части области, в подзоне средней тайги, на левом берегу реки Ямжи, на расстоянии примерно 5 километров (по прямой) к северо-востоку от города Великий Устюг, административного центра района.

### Климат
Климат характеризуется как умеренно континентальный, с холодной продолжительной зимой и умеренно тёплым летом. Среднегодовая температура воздуха — +1,5 °C. Средняя температура воздуха самого холодного месяца (января) — −13,8 °C (абсолютный минимум — −48 °С), средняя температура самого тёплого (июля) — +16,8 °С (абсолютный максимум — +38 °С). Годовое количество атмосферных осадков составляет около 673 мм, из которых около 445 мм выпадает в тёплый период. Снежный покров держится в течение 166 дней.

## История
В «Списке населенных мест Вологодской губернии по сведениям 1859 года» населённый пункт упомянут как казённая деревня Пимонцово (Тимонцово) Устюжского уезда, расположенная при речке Ямже, в 8 верстах от уездного города. В деревне имелось 6 двора и проживало 47 человек (22 мужчины и 25 женщин).
По данным 1914 года, в деревне проживало 48 человек (24 мужчины и 24 женщины). В административном отношении входила в состав Покровского сельского общества Нестеферовской волости Велико-Устюгского уезда. В 1940 году являлась частью Юдинского сельсовета. Упразднена не позднее 1973 года.